# Work It (Missy Elliott)
Work It è un singolo della rapper statunitense Missy Elliott, pubblicato il 9 settembre 2002 come primo estratto dal quarto album in studio Under Construction.

## Descrizione
Scritto e prodotto dalla stessa Elliott insieme a Timbaland, è creato sulla base dell'old school hip hop degli anni ottanta, e propone una porzione che campiona Peter Piper dei Run DMC. Ha raggiunto la numero due nella Billboard Hot 100 nella settimana del 16 novembre 2002, mantenendola per dieci settimane dietro a Lose Yourself di Eminem, e divenendo così il singolo più fortunato nella carriera di Missy Elliott. Work It detiene con Waiting for a Girl Like You dei Foreigner la singolarità di essere il singolo che ha mantenuto più a lungo la seconda posizione senza raggiungere la numero uno americana.
Il singolo ha avuto successo in tutto il mondo e ha vinto ai Grammy Awards del 2003 come Miglior interpretazione rap solista femminile e ai Soul Train Awards.
Missy Elliott ha prodotto un remix in collaborazione con 50 Cent.

## Video musicale
Il videoclip è stato diretto da David Myers. Timbaland, Eve e Tweet fanno alcune comparse nel video, e la ballerina Alyson Stoner ha un brevissimo cameo. Aaliyah e Lisa Lopes, che erano morte prematuramente in incidenti, sono onorate nel video con alcune foto. Il video si è aggiudicato una statuetta come Video dell'anno agli MTV Video Music Awards 2003.

## Riconoscimenti
Il brano è stato il secondo e consecutivo dell'artista a vincere ai Grammy nella categoria "Miglior interpretazione rap femminile". La canzone ha vinto ai Soul Train Lady of Soul Awards in due categorie, Miglior canzone rap o R&B e Miglior video rap o R&B. Il video del singolo ha vinto agli MTV Video Music Awards del 2003 come Miglior video dell'anno e Miglior video hip-hop; il video è stato nominato in altre sei categorie, tra cui Miglior video femminile. Inoltre ha ottenuto un premio ai Soul Train Music Awards e ai Vibe Awards. Il video è stato nominato come video dell'anno anche ai BET Awards del 2003.
Rolling Stone ha inserito il brano tra le "100 migliori canzoni degli anni 2000" al 25º posto, definendolo "una delle canzoni sul sesso più futuristiche di Timbaland"; Elliott è presente nella stessa lista al 14º posto con Get Ur Freak On.
Slant l'ha inserito nella lista dei "100 migliori singoli degli anni '00" al 29º posto.

## Tracce
1. "Work It" (Album Version)
2. "Pussycat" (Album Version)
3. "My People" (Basement Jaxx Remix) (Multimedia Track)

## Classifiche
| Classifica (2002-2003) | Posizione massima |
| ---------------------- | ----------------- |
| Australia              | 6                 |
| Belgio (Fiandre)       | 22                |
| Danimarca              | 11                |
| Francia                | 60                |
| Italia                 | 23                |
| Nuova Zelanda          | 3                 |
| Norvegia               | 16                |
| Paesi Bassi            | 12                |
| Regno Unito            | 6                 |
| Svezia                 | 15                |
| Svizzera               | 14                |
| Stati Uniti            | 2                 |
| Classifica (2015)      | Posizione massima |
| Stati Uniti            | 35                |